# Оробец, Юрий Николаевич
Юрий Николаевич Оробец (укр. Юрій Миколайович Оробець; 19 июня 1955, Станислав — 16 октября 2006, Киев) — украинский политический деятель, народный депутат Украины (1994—1998; 2002—2006). Герой Украины (2007, посмертно).

## Биография

### Семья
Оробец был женат. Супруга — Оксана, инженер-химик. Дети — сын Орест и дочь Олеся. В августе 2007 года кандидатура Олеси Оробец включена под № 18 в избирательный список блока «Наша Украина — Народная самооборона» на парламентских выборах. Она была избрана депутатом Верховной рады.

### Образование
Окончил Ивано-Франковский институт нефти и газа по специальности «инженер-электрик» (1977), аспирантуру Института электродинамики Академии наук Украины (АНУ). Кандидат технических наук (1984; диссертация посвящена проблемам управления в энергетике).

### Политическая деятельность
- В 1980—1993 работал в Институте электродинамики АНУ, где был руководителем ячейки Народного Руха Украины.
- В 1989—1993 — член правления общества «Просвіта».
- В 1992—1994 проходил правовую и политологическую практику в Бундестаге (ФРГ, 1992); структурах НАТО (Брюссель, 1992); польском Сейме (1993); Сенате и Конгрессе США (1994).
- В 1993—1994 — руководитель проекта исследовательского учебного центра «Демократические инициативы».
- С 1994 — вице-президент Фонда политологических исследований «Українська перспектива».
- В 1994—1998 — народный депутат Верховной рады Украины второго созыва. Член Комитета по вопросам топливно-энергетического комплекса, транспорта и связи. Член (уполномоченный) группы «Реформы».
- В марте-декабре 1998 несколько раз баллотировался в народные депутаты Украины по избирательному округу № 221: трижды побеждал своих конкурентов, однако всякий раз избирательная комиссия признавала выборы недействительными. Входил в избирательный список блока «Вперед, Украина!» (№ 16 в списке).
- В 1998—1999 — председатель комиссии по вопросам законности общественного объединения «Мы».
- В 2000—2002 — заместитель председателя ООО «Консалтинговая компания „Абакус“».
- В 2002—2006 — народный депутат Верховной рады Украины четвёртого созыва (по избирательному округу № 222 города Киева, самовыдвижение). Председатель подкомитета Комитета по вопросам топливно-энергетического комплекса, ядерной политики и ядерной безопасности. Член фракции «Наша Украина».
- В 2006 — народный депутат Верховной рады Украины пятого созыва от «Народного союза „Наша Украина“» (№ 18 в списке). Член фракции «Народный союз „Наша Украина“».

В 1992—1994 был членом Украинской республиканской партии. С марта 2005 был членом совета партии «Народный Союз „Наша Украина“».

### Руководитель парламентских комиссий
В 2004 году возглавлял комиссию Верховной Рады по расследованию ситуации с выборами городского головы Мукачева. Обвинял представителей тогдашней «кучмовской» власти Украины (функционеров Социал-демократической партии Украины (объединённой) — СДПУ (о)) в многочисленных нарушениях в ходе этих выборов.
17 октября 2006 года как председатель временной парламентской комиссии по вопросам нарушения законодательства на выборах городского головы Черкасс должен был докладывать на совещании у президента Украины по ситуации в Черкассах, где 26 марта и 18 июня 2006 года были сорваны выборы городского головы (повторные выборы были назначены на 5 ноября 2006).

### Смерть
Погиб 16 октября 2006 в автомобильной катастрофе в Оболонском районе Киева, когда выезжал на работу. Оробец не справился с управлением и наехал на рекламный щит.
В заявлении «Нашей Украины» в связи с гибелью Оробца сказано: «Мы помним непреклонную и принципиальную общественную позицию Юрия Николаевича накануне и во время президентских выборов 2004 года. Неоднократно рискуя собственной жизнью, о чём свидетельствуют события в Мукачево, Юрий Оробец остался преданным идеалам демократической Украины и необходимости борьбы с проявлениями криминализированного авторитаризма, который паразитировал в высших эшелонах тогдашней власти».
Похоронен на Байковом кладбище в Киеве.

## Награды
- 18 января 2007 года Юрию Оробцу было посмертно присвоено звание Героя Украины[2] (За самоотверженное служение Украине, выдающийся личный вклад в демократизацию украинского общества, плодотворную законотворческую и общественно-политическую деятельность).
- Орден «За заслуги» III степени (23 августа 2005)[3].
- Награждён медалью конкурса молодых научных работников АНУ, серебряной медалью ВДНХ СССР.

Автор 45 научных работ по вопросам управления в энергетике, политологии, двух изобретений. Увлекался плаванием, альпинизмом, фотографией, в детстве серьёзно занимался игрой на скрипке.